# Station Arden
Station Arden is een station in Arden in de Deense gemeente Mariagerfjord. Het ligt aan de lijn Århus - Aalborg. Als een van de weinige stations tussen Århus en Aalborg doorstond het alle sluitingsrondes ongeschonden. Het stationsgebouw werd ontworpen door de architect N.P.C. Holsøe.